# FC Amsterdam in het seizoen 1975/76
Het seizoen 1975/1976 was het zesde jaar in het bestaan van de Amsterdamse betaaldvoetbalclub FC Amsterdam. De club kwam uit in de Nederlandse Eredivisie en eindigde daarin op de 16e plaats. Tevens deed de club mee aan het toernooi om de KNVB Beker, hierin werd in de derde ronde verloren van Ajax (1–3).

## Wedstrijdstatistieken

### Eredivisie
|       | Ajax  | AZ '67 | Eindhoven | Excelsior | Feyenoord | Go Ahead Eagles | De Graafschap | FC Den Haag-ADO | MVV   | NAC   | N.E.C. | PSV   | Roda JC | Sparta | Telstar | FC Twente '65 | FC Utrecht |
| ----- | ----- | ------ | --------- | --------- | --------- | --------------- | ------------- | --------------- | ----- | ----- | ------ | ----- | ------- | ------ | ------- | ------------- | ---------- |
| Thuis | 0 – 2 | 0 – 0  | 3 – 4     | 0 – 0     | 1 – 2     | 6 – 2           | 1 – 0         | 3 – 1           | 0 – 0 | 2 – 1 | 1 – 1  | 0 – 2 | 0 – 1   | 0 – 1  | 0 – 0   | 1 – 1         | 2 – 0      |
| Uit   | 2 – 0 | 2 – 1  | 2 – 1     | 1 – 1     | 4 – 0     | 1 – 1           | 2 – 2         | 5 – 1           | 2 – 1 | 1 – 3 | 1 – 1  | 3 – 1 | 2 – 1   | 2 – 1  | 0 – 3   | 3 – 1         | 1 – 0      |

### KNVB Beker
| 2e ronde                                            | Sparta                  | 1 – 2 (0 – 1) | FC Amsterdam                                  |
| 11 oktober 1975 Plaats: Rotterdam Het Kasteel       | Hans Salfischberger 62' |               | 36', 76' Erwin Snijders                       |
| 3e ronde                                            | FC Amsterdam            | 1 – 3 (1 – 1) | Ajax                                          |
| 7 december 1975 Plaats: Amsterdam Olympisch Stadion | Bjarne Petersen 6'      |               | 15' (pen.), 75' Ruud Geels 60' Barry Hulshoff |

### Intertoto Cup
| Groep 9                                                     | CF Os Belenenses                                                      | 1 – 0 (1 – 0)    | FC Amsterdam                                     |
| 28 juni 1975 Plaats: Lissabon Estádio do Restelo            | Francisco González 20'                                                | Wedstrijdverslag |                                                  |
| Groep 9                                                     | FC Amsterdam                                                          | 5 – 4 (3 – 0)    | Kjøbenhavns Boldklub                             |
| 5 juli 1975 Plaats: Katwijk aan Zee Sportpark Nieuw Zuid    | Kees de Jong 30' André Wetzel 31', 74' Heini Otto 32' Jaap Visser 67' | Wedstrijdverslag | 49' Michael Rössel 60', 71', 78' Bjarne Petersen |
| Groep 9                                                     | FC Spartak Trnava                                                     | 2 – 0 (1 – 0)    | FC Amsterdam                                     |
| 12 juli 1975 Plaats: Trnava Štadión Spartaka                | Jaroslav Masrna 20' Jozef Adamec 48'                                  | Wedstrijdverslag |                                                  |
| Groep 9                                                     | Kjøbenhavns Boldklub                                                  | 0 – 1 (0 – 0)    | FC Amsterdam                                     |
| 19 juli 1975 Plaats: Kopenhagen Frederiksberg I P Opvisning |                                                                       | Wedstrijdverslag | 72' Erwin Snijders                               |
| Groep 9                                                     | FC Amsterdam                                                          | 0 – 1 (0 – 0)    | CF Os Belenenses                                 |
| 26 juli 1975 Plaats: Zandvoort Sportpark Zandvoortmeeuwen   |                                                                       | Wedstrijdverslag | 90+1' Pincho                                     |
| Groep 9                                                     | FC Amsterdam                                                          | 1 – 1 (1 – 0)    | FC Spartak Trnava                                |
| 30 juli 1975 Plaats: Amsterdam Olympisch Stadion            | Heini Otto 43'                                                        | Wedstrijdverslag | 60' Karol Dobiaš                                 |

## Statistieken FC Amsterdam 1975/1976

### Eindstand FC Amsterdam in de Nederlandse Eredivisie 1975 / 1976
| Stand | Gespeeld | Gewonnen | Gelijk | Verloren | Punten | Doelpunten voor | Doelpunten tegen |
| ----- | -------- | -------- | ------ | -------- | ------ | --------------- | ---------------- |
| 16e   | 34       | 7        | 10     | 17       | 24     | 39              | 52               |

### Topscorers
| #      | Naam                | Goal |
| ------ | ------------------- | ---- |
| 1.     | André Wetzel        | 6    |
| 2.     | Nico Jansen         | 5    |
| 2.     | Bjarne Petersen     | 5    |
| 4.     | Leen van de Merkt   | 4    |
| 4.     | Heini Otto          | 4    |
| 6.     | Dries Boszhard      | 3    |
| 6.     | Theo Husers         | 3    |
| 8.     | Abe van den Ban     | 2    |
| 8.     | Erwin Snijders      | 2    |
| 8.     | Cees van Veenendaal | 2    |
| 11.    | Rob Bianchi         | 1    |
| 11.    | Tjeerd Koopman      | 1    |
| 11.    | Niels Sørensen      | 1    |
| Totaal | Totaal              | 39   |

| #      | Naam            | Goal |
| ------ | --------------- | ---- |
| 1.     | Erwin Snijders  | 2    |
| 2.     | Bjarne Petersen | 1    |
| Totaal | Totaal          | 3    |

| #      | Naam           | Goal |
| ------ | -------------- | ---- |
| 1.     | Heini Otto     | 2    |
| 1.     | André Wetzel   | 2    |
| 3.     | Kees de Jong   | 1    |
| 3.     | Erwin Snijders | 1    |
| 3.     | Jaap Visser    | 1    |
| Totaal | Totaal         | 7    |